# Championnats du monde de snowboard 2017
Navigation
Édition précédente Édition suivante
La 12e édition des Championnats du monde de snowboard se déroule du 7 mars au 19 mars 2017 à Sierra Nevada (Espagne) conjointement aux Championnats du monde de ski acrobatique.
Pour la première fois dans l'histoire de la compétition, sont programmées les épreuves masculine et féminine de snowboard cross par équipes.

## Programme
| Q | Qualifications | F | Finale |

| Epreuve↓/Date →             | Mer 8 | Mer 8 | Jeu 9 | Jeu 9 | Ven 10 | Sam 11 | Dim 12 | Lun 13 | Mar 14 | Mer 15 | Jeu 16 | Ven 17 | Sam 18 | Sam 18 | Dim 19 |
| --------------------------- | ----- | ----- | ----- | ----- | ------ | ------ | ------ | ------ | ------ | ------ | ------ | ------ | ------ | ------ | ------ |
| Big air                     |       |       |       |       |        |        |        |        |        |        | Q      | F      |        |        |        |
| Snowboard halfpipe          |       |       |       |       | Q      | F      |        |        |        |        |        |        |        |        |        |
| Snowboard slopestyle        |       |       | Q     | Q     |        | F      |        |        |        |        |        |        |        |        |        |
| Snowboard cross             |       |       |       |       | Q      |        | F      |        |        |        |        |        |        |        |        |
| Snowboard cross par équipes |       |       |       |       |        |        |        | F      |        |        |        |        |        |        |        |
| Slalom géant parallèle      |       |       |       |       |        |        |        |        | F      |        |        |        |        |        |        |
| Slalom parallèle            |       |       |       |       |        |        |        |        |        | F      |        |        |        |        |        |

## Tableau des médailles
| Rang  | Nation             | Or | Argent | Bronze | Total |
| ----- | ------------------ | -- | ------ | ------ | ----- |
| 1     | Autriche           | 4  | 2      | 0      | 6     |
| 2     | France             | 2  | 2      | 1      | 5     |
| 3     | États-Unis         | 2  | 1      | 2      | 5     |
| 4     | République tchèque | 1  | 1      | 0      | 2     |
| 5     | Norvège            | 1  | 0      | 2      | 3     |
| 5     | Australie          | 1  | 0      | 1      | 2     |
| 5     | Canada             | 1  | 0      | 1      | 2     |
| 7     | Belgique           | 1  | 0      | 0      | 1     |
| 7     | Chine              | 1  | 0      | 0      | 1     |
| 9     | Suisse             | 0  | 3      | 2      | 5     |
| 10    | Espagne            | 0  | 2      | 0      | 2     |
| 11    | Japon              | 0  | 1      | 1      | 2     |
| 12    | Nouvelle-Zélande   | 0  | 1      | 0      | 1     |
| 12    | Finlande           | 0  | 1      | 0      | 1     |
| 14    | Russie             | 0  | 0      | 3      | 3     |
| 15    | Italie             | 0  | 0      | 1      | 1     |
| Total | Total              | 14 | 14     | 14     | 42    |

## Podium

### Hommes
| Épreuves                    | Or                                           | Argent                                    | Bronze                                    |
| --------------------------- | -------------------------------------------- | ----------------------------------------- | ----------------------------------------- |
| Big Air                     | Ståle Sandbech                               | Chris Corning                             | Marcus Kleveland                          |
| Snowboard halfpipe          | Scotty James                                 | Iouri Podladtchikov                       | Patrick Burgener                          |
| Snowboard slopestyle        | Seppe Smits                                  | Nicolas Huber                             | Chris Corning                             |
| Snowboard cross             | Pierre Vaultier                              | Lucas Eguibar                             | Alex Pullin                               |
| Snowboard cross par équipes | États-Unis- Hagen Kearney - Nick Baumgartner | Espagne- Regino Hernández - Lucas Eguibar | Canada- Kevin Hill - Christopher Robanske |
| Slalom géant parallèle      | Andreas Prommegger                           | Benjamin Karl                             | Nevin Galmarini                           |
| Slalom parallèle            | Andreas Prommegger                           | Benjamin Karl                             | Andrey Sobolev                            |

### Femmes
| Épreuves                    | Or                                            | Argent                                 | Bronze                                       |
| --------------------------- | --------------------------------------------- | -------------------------------------- | -------------------------------------------- |
| Big Air                     | Anna Gasser                                   | Enni Rukajärvi                         | Silje Norendal                               |
| Snowboard halfpipe          | Cai Xuetong                                   | Haruna Matsumoto                       | Clémence Grimal                              |
| Snowboard slopestyle        | Laurie Blouin                                 | Zoi Sadowski-Synnott                   | Miyabi Onitsuka                              |
| Snowboard cross             | Lindsey Jacobellis                            | Chloé Trespeuch                        | Michela Moioli                               |
| Snowboard cross par équipes | France- Nelly Moenne-Loccoz - Chloé Trespeuch | France- Manon Petit - Charlotte Bankes | États-Unis- Lindsey Jacobellis - Faye Gulini |
| Slalom géant parallèle      | Ester Ledecká                                 | Patrizia Kummer                        | Iekaterina Toudeguecheva                     |
| Slalom parallèle            | Daniela Ulbing                                | Ester Ledecká                          | Alena Zavarzina                              |